# Materialism
Noțiunea de Materialism (derivat de la Materia) caracterizează trei poziții diferite:
- Materialismul epistemologic sau ontologic este o poziție filozofică, care atribuie tuturor proceselor și fenomenelor lumii materia, regularitatea lor și raporturile dintre ele. La întrebarea „Ce există?“, materialismul răspunde: Doar materie. Materialismul asumă deci că și gândurile sau ideile sunt doar manifestări ale materiei sau atribute ale acesteia. Îi explică ființei umane mediul înconjurător și procesele care se desfășoară în acesta fără elemente spirituale sau imateriale, ca de exemplu Dumnezeu, a cărui existență nu poate fi evaluată (verificată sau infirmată) de știință, mai ales de experiment. Conceptul "fizicalismului" este folosit în filozofia prezentă ca echivalentul materialismului. Opusul acestuia este idealismul epistemologic (și: ontologic), pentru care ideile sunt de fapt realitatea; totul ce noi percepem ar fi doar imaginile acestora. Vezi și: Monismul neutral.

- Materialismul dialectic (denumit câteodată și: materialism economic), ce provine de la Karl Marx, este asemănător cu materialismul epistemologic, însă nu este identic cu el. Aplicat la istoria omenirii, Marx nu vede materialismul ca fiind îndemnat și concretizat de idei sau de spiritul uman ci de interese și conflicte de interese. Societățile, așadar, nu se modifică prin idealuri ci din cauza luptei de clasă.